# Skye Museum of Island Life
The Skye Museum of Island Life er et frilandsmuseum i Kilmuir på Isle of Skye, Skotland, der er dedikeret til at bevare en bydel af stråtækte hytter, der er opført som de så ud på øen i slutningen af 1700-tallet.

## Galleri
- To af hytterne i 2013
- En tohjule, hestetrukken vogn på museet